# Drosophila senticosa
Drosophila senticosa är en tvåvingeart endemisk för Taiwan som beskrevs av Guang Zhang och Masanori Joseph Toda 1995. Arten ingår i släktet Drosophila och familjen daggflugor.